# Copa da Polônia de Voleibol Masculino de 2020–21
A Copa da Polônia de Voleibol Masculino de 2020–21 foi 64.ª edição desta competição organizada pela Federação Polonesa de Voleibol (PZPS) e pela Liga Polonesa de Voleibol (PLS). Ao total, 24 equipes participaram dessa edição.
O ZAKSA Kędzierzyn-Koźle conquistou o oitavo título da sua história da competição ao vencer na final única o Jastrzębski Węgiel. O ponteiro polonês Kamil Semeniuk foi eleito o melhor jogador do torneio.

## Regulamento
Apenas uma partida foi disputada por rodada. O vencedor avançou para a próxima rodada. As equipes disputaram uma primeira fase, que contou com a presença de 10 equipes da II Liga e 2 equipes da III Liga, estruturadas em fase preliminar, primeira fase e segunda fase: os dois vencedores se classificaram para a segunda fase. Posteriormente, as equipes disputaram uma segunda fase, na qual participaram os dois vencedores da primeira fase e as 6 equipes da I Liga, estruturados em primeira rodada, segunda rodada, terceira rodada e final, esta última com jogos em casa e fora: os dois os finalistas se classificaram para a terceira fase. Posteriormente, as equipes disputaram uma terceira fase, que contou com a presença dos dois finalistas da segunda fase e os seis primeiros classificados no final do primeiro turno da PlusLiga de 2020–21, estruturada em quartas de final, semifinais e final.

## Resultados

### Primeira fase

#### Fase preliminar
| Data   | Hora  |                     | Placar |                     | Set 1 | Set 2 | Set 3 | Set 4 | Set 5 | Total  | Relatório |
| ------ | ----- | ------------------- | ------ | ------------------- | ----- | ----- | ----- | ----- | ----- | ------ | --------- |
| 13 set | 15:45 | Start Namysłów      | 0–3    | Słupca              | 15–25 | 17–25 | 23–25 |       |       | 55–75  | Resultado |
| 19 set | 18:00 | Arka Chełm          | 3–0    | Kozienice           | 27–25 | 25–18 | 25–21 |       |       | 77–64  | Resultado |
| 19 set | 17:00 | Błyskawica Szczecin | 3–0    | ŻAK Krzeszyce       | 25–17 | 25–16 | 25–16 |       |       | 75–49  | Resultado |
| 19 set | 17:30 | ATAK                | 1–3    | Gorzów Wielkopolski | 21–25 | 19–25 | 25–23 | 26–28 |       | 91–101 | Resultado |

#### Primeira fase
| Data   | Hora  |                     | Placar |                     | Set 1 | Set 2 | Set 3 | Set 4 | Set 5 | Total   | Relatório |
| ------ | ----- | ------------------- | ------ | ------------------- | ----- | ----- | ----- | ----- | ----- | ------- | --------- |
| 23 set | 20:00 | Arka Chełm          | 3–2    | SMS Spała           | 24–26 | 25–20 | 21–25 | 25–20 | 15–11 | 110–102 | Resultado |
| 23 set | 18:30 | Hetman Włoszczowa   | 1–3    | MOSiR Sieradz       | 19–25 | 25–21 | 22–25 | 21–25 |       | 87–96   | Resultado |
| 23 set | 18:00 | Błyskawica Szczecin | 3–2    | Gorzów Wielkopolski | 25–18 | 25–23 | 23–25 | 20–25 | 15-9  | 108–91  | Resultado |
| 23 set | 18:00 | Stoczniowiec Gdańsk | 1–3    | Słupca              | 25–19 | 21–25 | 18–25 | 17–25 |       | 81–94   | Resultado |

#### Segunda fase
| Data  | Hora  |                     | Placar |               | Set 1 | Set 2 | Set 3 | Set 4 | Set 5 | Total | Relatório |
| ----- | ----- | ------------------- | ------ | ------------- | ----- | ----- | ----- | ----- | ----- | ----- | --------- |
| 7 out | 20:00 | Arka Chełm          | 1–3    | MOSiR Sieradz | 21–25 | 25–18 | 18–25 | 20–25 |       | 84–93 | Resultado |
| 7 out | 18:00 | Błyskawica Szczecin | 3–0    | Słupca        | 25–19 | 25–19 | 25–23 |       |       | 75–61 | Resultado |

### Segunda fase

#### Primeira fase
| Data  | Hora  |              | Placar |                 | Set 1 | Set 2 | Set 3 | Set 4 | Set 5 | Total | Relatório |
| ----- | ----- | ------------ | ------ | --------------- | ----- | ----- | ----- | ----- | ----- | ----- | --------- |
| 3 nov | 18:30 | Avia Świdnik | 3–0    | Gwardia Wrocław | 25–0  | 25–0  | 25–0  |       |       | 75–0  | Resultado |

#### Segunda fase
| Data  | Hora  |                     | Placar |                  | Set 1 | Set 2 | Set 3 | Set 4 | Set 5 | Total | Relatório |
| ----- | ----- | ------------------- | ------ | ---------------- | ----- | ----- | ----- | ----- | ----- | ----- | --------- |
| 4 nov | 18:30 | MOSiR Sieradz       | 0–3    | Chemik Bydgoszcz | 21–25 | 21–25 | 20–25 |       |       | 62–75 | Resultado |
| 4 nov | 18:00 | Błyskawica Szczecin | 0–3    | LKPS             | 19–25 | 12–25 | 18–25 |       |       | 49–75 | Resultado |
| 8 nov | 16:00 | Avia Świdnik        | 0–3    | Olimpia Sulęcin  | 0–25  | 0–25  | 0–25  |       |       | 0–75  | Resultado |

#### Terceira fase
| Data   | Hora  |                    | Placar |                  | Set 1 | Set 2 | Set 3 | Set 4 | Set 5 | Total | Relatório |
| ------ | ----- | ------------------ | ------ | ---------------- | ----- | ----- | ----- | ----- | ----- | ----- | --------- |
| 18 nov | 18:30 | Olimpia Sulęcin    | 0–3    | Chemik Bydgoszcz | 12–25 | 15–25 | 16–25 |       |       | 43–75 | Resultado |
| 18 nov | 18:00 | BBTS Bielsko-Biała | 3–1    | LKPS             | 25–19 | 23–25 | 25–19 | 25–23 |       | 98–86 | Resultado |

#### Final
| Data   | Hora  |                    | Placar |                    | Set 1 | Set 2 | Set 3 | Set 4 | Set 5 | Total   | Relatório |
| ------ | ----- | ------------------ | ------ | ------------------ | ----- | ----- | ----- | ----- | ----- | ------- | --------- |
| 10 dez | 20:30 | Chemik Bydgoszcz   | 2–3    | BBTS Bielsko-Biała | 28–26 | 26–24 | 18–25 | 21–25 | 13–15 | 106–115 | Resultado |
| 17 dez | 20:00 | BBTS Bielsko-Biała | 3–2    | Chemik Bydgoszcz   | 21–25 | 25–20 | 20–25 | 25–22 | 15-12 | 106–92  | Resultado |

### Terceira fase
|  | Quartas de final           | Quartas de final           |                        |   | Semifinais | Semifinais |  |  | Final | Final |
|  |                            |                            |                        |   |            |            |  |  |       |       |
|  |                            |                            |                        |   |            |            |  |  |       |       |
|  |                            |                            |                        |   |            |            |  |  |       |       |
|  | ZAKSA Kędzierzyn-Koźle     | 3                          |                        |   |            |            |  |  |       |       |
|  | ZAKSA Kędzierzyn-Koźle     | 3                          |                        |   |            |            |  |  |       |       |
|  | Asseco Resovia Rzeszów     | 0                          |                        |   |            |            |  |  |       |       |
|  | Asseco Resovia Rzeszów     | 0                          | ZAKSA Kędzierzyn-Koźle | 3 |            |            |  |  |       |       |
|  |                            |                            | ZAKSA Kędzierzyn-Koźle | 3 |            |            |  |  |       |       |
|  |                            | Aluron CMC Warta Zawiercie | 2                      |   |            |            |  |  |       |       |
|  | BBTS Bielsko-Biała         | Aluron CMC Warta Zawiercie | 2                      | 0 |            |            |  |  |       |       |
|  | BBTS Bielsko-Biała         |                            |                        | 0 |            |            |  |  |       |       |
|  | Aluron CMC Warta Zawiercie | 3                          |                        |   |            |            |  |  |       |       |
|  | Aluron CMC Warta Zawiercie | 3                          | ZAKSA Kędzierzyn-Koźle | 3 |            |            |  |  |       |       |
|  |                            |                            | ZAKSA Kędzierzyn-Koźle | 3 |            |            |  |  |       |       |
|  |                            | Jastrzębski Węgiel         | 0                      |   |            |            |  |  |       |       |
|  | PGE Skra Bełchatów         | Jastrzębski Węgiel         | 0                      | 1 |            |            |  |  |       |       |
|  | PGE Skra Bełchatów         |                            |                        | 1 |            |            |  |  |       |       |
|  | Trefl Gdańsk               | 3                          |                        |   |            |            |  |  |       |       |
|  | Trefl Gdańsk               | 3                          | Jastrzębski Węgiel     | 3 |            |            |  |  |       |       |
|  |                            |                            | Jastrzębski Węgiel     | 3 |            |            |  |  |       |       |
|  |                            | Trefl Gdańsk               | 0                      |   |            |            |  |  |       |       |
|  | Chemik Bydgoszcz           | Trefl Gdańsk               | 0                      | 0 |            |            |  |  |       |       |
|  | Chemik Bydgoszcz           |                            |                        | 0 |            |            |  |  |       |       |
|  | Jastrzębski Węgiel         | 3                          |                        |   |            |            |  |  |       |       |
|  | Jastrzębski Węgiel         | 3                          |                        |   |            |            |  |  |       |       |

#### Quartas de final
| Data   | Hora  |                        | Placar |                            | Set 1 | Set 2 | Set 3 | Set 4 | Set 5 | Total | Relatório |
| ------ | ----- | ---------------------- | ------ | -------------------------- | ----- | ----- | ----- | ----- | ----- | ----- | --------- |
| 17 fev | 20:30 | ZAKSA Kędzierzyn-Koźle | 3–0    | Asseco Resovia Rzeszów     | 25–16 | 25–22 | 25–19 |       |       | 75–57 | Relatório |
| 16 fev | 17:30 | BBTS Bielsko-Biała     | 0–3    | Aluron CMC Warta Zawiercie | 15–25 | 19–25 | 19–25 |       |       | 53–75 | Relatório |
| 17 fev | 17:30 | PGE Skra Bełchatów     | 1–3    | Trefl Gdańsk               | 25–19 | 20–25 | 22–25 | 20–25 |       | 87–94 | Relatório |
| 16 fev | 20:30 | Chemik Bydgoszcz       | 0–3    | Jastrzębski Węgiel         | 21–25 | 13–25 | 19–25 |       |       | 53–75 | Relatório |

#### Semifinais
| Data   | Hora  |                        | Placar |                            | Set 1 | Set 2 | Set 3 | Set 4 | Set 5 | Total  | Relatório |
| ------ | ----- | ---------------------- | ------ | -------------------------- | ----- | ----- | ----- | ----- | ----- | ------ | --------- |
| 13 mar | 14:45 | ZAKSA Kędzierzyn-Koźle | 3–2    | Aluron CMC Warta Zawiercie | 20–25 | 25–19 | 25–18 | 20–25 | 15–11 | 105–98 | Relatório |
| 13 mar | 17:30 | Jastrzębski Węgiel     | 3–0    | Trefl Gdańsk               | 25–22 | 25–18 | 25–19 |       |       | 75–59  | Relatório |

#### Final
| Data   | Hora  |                        | Placar |                    | Set 1 | Set 2 | Set 3 | Set 4 | Set 5 | Total | Relatório |
| ------ | ----- | ---------------------- | ------ | ------------------ | ----- | ----- | ----- | ----- | ----- | ----- | --------- |
| 14 mar | 14:45 | ZAKSA Kędzierzyn-Koźle | 3–0    | Jastrzębski Węgiel | 25–20 | 27–25 | 25–15 |       |       | 77–60 | Relatório |

## Premiação
| Copa da Polônia de 2020–21                  |
| ------------------------------------------- |
| ZAKSA Kędzierzyn-Koźle Campeão (8.º título) |